# Blaue Burma-Vogelspinne

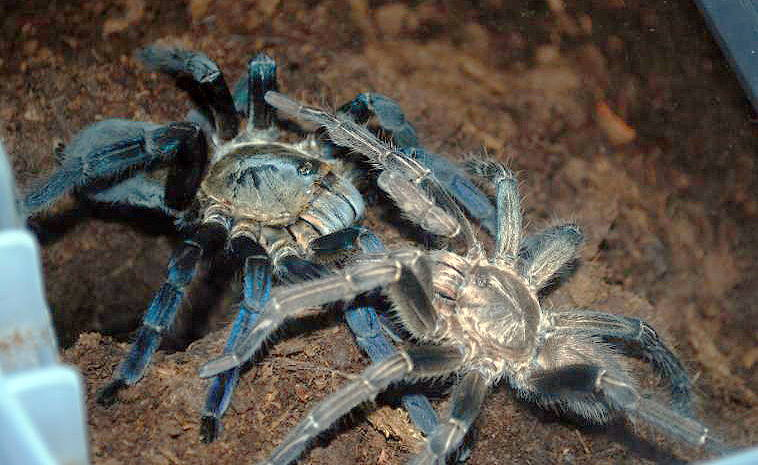
Paarung, (links: Weibchen, rechts: Männchen)

Die Blaue Burma-Vogelspinne (Cyriopagopus lividus, Synonym: Haplopelma lividum), manchmal auch Blaue Thai-Vogelspinne oder Kobaltblaue Vogelspinne genannt, ist eine Spinnenart aus der Gattung Cyriopagopus innerhalb der Familie der Vogelspinnen (Theraphosidae), die hauptsächlich in Myanmar, dem früheren Burma, sowie in Thailand beheimatet ist.

## Lebensraum
Sie lebt in den feuchten Wäldern ihres Verbreitungsgebiets, ist dort aber auch in Plantagen anzutreffen.

## Beschreibung
Die Blaue Burma-Vogelspinne ist eine eher kleine bis mittelgroße Vogelspinnenart mit maximal fünf Zentimetern Körperlänge. Sie hat einen lang gestreckten, grauen Carapax. Das Abdomen hat einen Farbverlauf von grau an der Basis bis zu bläulich bei den Spinnwarzen. Das Abdomen hat zusätzlich eine schwarze Längslinie. Die Femores der Beine sind schwarz mit einem bläulichen Schimmer. Von den Patellen bis zu den Tarsen hat die Spinne eine dunkelblaue Färbung. Die Körperbehaarung ist sehr kurz und die Körperform ist schlank.

## Lebensweise
Die Blaue Burma-Vogelspinne ist eine röhrenbewohnende Spinne, d. h. sie lebt in selbst gegrabenen und bis zu 50 Zentimeter tiefen Wohnröhren, welche sie nur selten verlässt.
Sie ernährt sich hauptsächlich von Insekten, je nach Größe z. B. Grillen, Heuschrecken und Schaben. Sobald sie Beute in der Nähe ihrer Röhre wahrnimmt, schnellt sie blitzartig hervor, überwältigt die Beute und zieht sich zum Fressen wieder in ihren Unterschlupf zurück.
Auf eine Bedrohung reagiert diese Spinnenart meist defensiv, indem sie sich in ihrer Wohnröhre versteckt. Falls ihr jedoch kein Unterschlupf zur Verfügung steht, wird sie aggressiv, schnell und unberechenbar und setzt sich mit Giftbissen zur Wehr.
Sie kann in einem Terrarium gepflegt werden.

## Systematik und Taxonomie
Früher wurde die Blaue Burma-Vogelspinne wegen ihrer Färbung häufig mit der seltenen Blauen Malaysia-Vogelspinne (Omothymus violaceopes) verwechselt und kam unter dem Artnamen Lampropelma violaceopes in den Zoofachhandel. Diese Art gehört zwar auch zu den Ornithoctoninae, kommt jedoch in Malaysia und Singapur vor und lebt im Gegensatz zu der röhrenbewohnenden Cyriopagopus lividus in Hohlräumen von Bäumen. Diese Ungereimtheiten veranlassten Andrew Smith im Jahr 1996, die seit 1988 in Europa im Handel eingeführte „Blaue Vogelspinne“ als neue Art zu beschreiben und der damaligen Gattung Haplopelma unter dem Namen Haplopelma lividum zuzuordnen. Später wurde sie zusammen mit allen übrigen Haplopelma-Arten bei einer Revision der Unterfamilie von Andrew M. Smith und Michael A. Jacobi in die Gattung Cyriopagopus überführt.
2010 wurden die damaligen Haplopelma-Arten mit Ausnahme der Typusart Haplopelma doriae, welche in die Gattung Ornithoctonus, gestellt wurde, von Günter E. W. Schmidt unter dem wieder errichteten Synonym Melopoeus Pocock, 1895 zusammengefasst. Diese Änderung wurde aber bisher von den meisten Arachnologen und dem World Spider Catalog nicht anerkannt. Eine gründliche Revision der Unterfamilie Ornithoctoninae mit den in Frage stehenden Gattungen und Arten wurde gefordert. Cyriopagopus lividus blieb daher vorerst zusammen mit acht anderen Vogelspinnenarten in der Gattung Cyriopagopus.